# گراف منتظم
در نظریه گراف، گراف منتظم (به انگلیسی: Regular graph) به گرافی گفته می‌شود که تمام رئوس آن درجه یکسانی دارند، یا به عبارت دیگر تعداد یال مساوی از تمامی رئوس می‌گذرد. گراف منتظمی که درجه هر رأس {\displaystyle l} باشد، گراف {\displaystyle l}-منتظم خوانده می‌شود.
گراف کامل {\displaystyle K_{n}} (گرافی متشکل از {\displaystyle n} رأس که همه رأس‌ها با یال به هم وصلند) نمونه‌ای از گراف منتظم است.

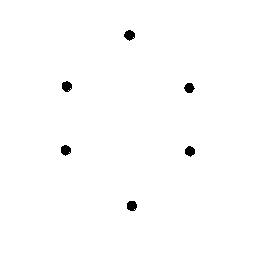
گراف ۰-منتظم
گراف ۱-منتظم
گراف ۲-منتظم
گراف ۳-منتظم